# Доктрина информационной безопасности Российской Федерации
Доктрина информационной безопасности Российской Федерации — документ, представляющий собой систему официальных взглядов на обеспечение национальной безопасности Российской Федерации в информационной сфере. Под информационной сферой в Доктрине понимается совокупность информации, объектов информатизации, информационных систем, сайтов в информационно-телекоммуникационной сети «Интернет», сетей связи, информационных технологий, субъектов, деятельность которых связана с формированием и обработкой информации, развитием и использованием названных технологий, обеспечением информационной безопасности, а также совокупность механизмов регулирования соответствующих общественных отношений.
Доктрина утверждена Указом Президента Российской Федерации от 05.12.2016 года № 646 и опубликована 6 декабря 2016 года.

## Правовая основа
Как отмечается  в преамбуле документа,  правовую основу Доктрины составляют Конституция Российской Федерации, общепризнанные принципы и нормы международного права, международные договоры Российской Федерации, федеральные конституционные законы, федеральные законы, а также нормативные правовые акты Президента Российской Федерации и Правительства Российской Федерации. Доктрина «является документом стратегического планирования в сфере обеспечения национальной безопасности Российской Федерации, в котором развиваются положения Стратегии национальной безопасности Российской Федерации, утвержденной Указом Президента Российской Федерации от 31 декабря 2015 г. № 683, а также других документов стратегического планирования в указанной сфере».

## Предыстория
Предыдущая Доктрина информационной безопасности была утверждена Президентом Российской Федерации в сентябре 2000 года. В октябре 2014 года Владимир Путин, выступая на заседании Совета Безопасности РФ, посвященному вопросам противодействия угрозам национальной безопасности в информационной сфере, отметил: «Безусловно, за последние годы был сделан ряд важных шагов по обеспечению безопасности России в информационной сфере. Действует такой стратегический, комплексный документ, как Доктрина информационной безопасности». Однако уже спустя полгода, на заседании Межведомственной комиссии по информационной безопасности Совбеза,  было объявлено о начале разработки новой редакции Доктрины информационной безопасности Российской Федерации. Как отмечалось на заседании, «актуализация подходов к защите национальных интересов в информационной сфере с учетом современных реалий станет основной проекта новой редакции Доктрины».
В декабре 2015 года состояние информационной безопасности в Российской Федерации было рассмотрено на заседании Межведомственной комиссии Совета Безопасности РФ. С учётом нового характера угроз национальной безопасности в информационной сфере, было принято решение продолжить разработку новой редакции Доктрины информационной безопасности Российской Федерации в 2016 году.
В июле 2016 года было объявлено о завершении общественного обсуждения проекта новой редакции Доктрины. Ранее документ обсуждался в рамках деятельности соответствующих рабочих групп в составе Совбеза, а также в ходе различных форумов и конференций.

## Основные положения
Сравнение двух Доктрин (2000 года и 2016 года) свидетельствует о том, что они значительно отличаются друг от друга и по структуре, и по содержанию, и по объему (новая Доктрина информационной безопасности РФ более чем на треть меньше доктрины-2000). Текущее состояние информационной безопасности и направления её обеспечения рассматриваются в разрезе стратегических национальных приоритетов, обозначенных в новой Стратегии национальной безопасности РФ. Благодаря этому документ является более структурированным в сравнении с версией 2000 года, являясь при этом её логическим продолжением: как по своей направленности, так и по структуре.
Если в документе 2000 года речь идет о росте влияния информационных технологий на национальные интересы страны, то в новой версии они уже признаются неотъемлемой частью всех сфер жизни.
Положения нового документа, как отмечают эксперты, «соответствуют актуальным тенденциям в сфере информационных технологий и информационной безопасности, действующим и вынесенным на рассмотрение нормативно-правовым актам в сфере импортозамещения, обеспечения безопасности критически важной инфраструктуры РФ, противодействия кибератакам и иным актуальным вопросам».
Документ определяет национальные интересы России в информационной сфере:
- Обеспечение и защита прав и свобод граждан в части получения и использования информации, неприкосновенность частной жизни, а также сохранение духовно-нравственных ценностей.
- Бесперебойное функционирование критической информационной инфраструктуры (КИИ).
- Развитие в России отрасли ИТ и электронной промышленности.
- Доведение до российской и международной общественности достоверной информации о государственной политике РФ.
- Содействие международной информационной безопасности[11].

В Доктрине перечисляются основные информационные угрозы, стоящие перед страной и обществом:
- Ряд западных стран наращивает возможности информационно-технического воздействия на информационную инфраструктуру в военных целях.
- Усиливается деятельность организаций, осуществляющих техническую разведку в России.
- Спецслужбы отдельных государств пытаются дестабилизировать внутриполитическую и социальную ситуацию в различных регионах мира. Цель — подрыв суверенитета и нарушение территориальной целостности государств. Методы — использование информационных технологий, а также религиозных, этнических и правозащитных организаций.
- В зарубежных СМИ растет объем материалов, содержащих предвзятую оценку государственной политики России.
- Российским журналистам за рубежом создаются препятствия, российские СМИ подвергаются «откровенной дискриминации».
- Террористические и экстремистские группировки нагнетают межнациональную и социальную напряженность, занимаются пропагандой, привлекают новых сторонников.
- Возрастают масштабы компьютерной преступности, прежде всего в кредитно-финансовой сфере.
- Растет число преступлений, связанных с нарушением конституционных прав и свобод человека, неприкосновенности частной жизни, защиты персональных данных. Эти преступления становятся все изощреннее.
- Иностранные государства усиливают разведывательную деятельность в России. Растет количество компьютерных атак на объекты критической информационной инфраструктуры, их масштабы и сложность растут.
- Высокий уровень зависимости отечественной промышленности от зарубежных информационных технологий (электронная компонентная база, программное обеспечение, вычислительная техника, средства связи).
- Низкий уровень эффективности российских научных исследований, направленных на создание перспективных информационных технологий. Отечественные разработки плохо внедряются, кадровый потенциал в этой области низкий.
- Отдельные государства используют технологическое превосходство для доминирования в информационном пространстве. Управление интернетом на принципах справедливости и доверия между разными странами невозможно[12].

Документ называет основной стратегической целью обеспечения информационной безопасности в области обороны страны «защиту жизненно важных интересов личности, общества и государства от внутренних и внешних угроз, связанных с применением информационных технологий в военно-политических целях, противоречащих международному праву, в том числе в целях осуществления враждебных действий и актов агрессии, направленных на подрыв суверенитета, нарушение территориальной целостности государств и представляющих угрозу международному миру, безопасности и стратегической стабильности».

## Реализация
Как отмечается в документе, реализация Доктрины осуществляется на основе отраслевых документов стратегического планирования РФ. В целях актуализации этих документов Советом Безопасности Российской Федерации определяется перечень ключевых направлений «обеспечения информационной безопасности на среднесрочную перспективу с учетом положений стратегического прогноза Российской Федерации». При этом Совет безопасности РФ должен определить перечень приоритетных направлений обеспечения информационной безопасности России на среднесрочную перспективу. Мониторинг реализации доктрины возложен на секретаря Совбеза, который ежегодно докладывает его итоги главе государства.